# Raymond-Célestin Bergougnan

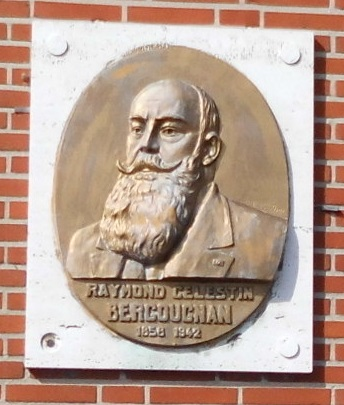
Raymond-Célestin Bergougnan.

Raymond-Célestin Bergougnan (Castéra-Vignoles, 7 juli 1858 - Clermont-Ferrand, 6 september 1942) was een Frans bandenfabrikant van wie de onderneming was gevestigd in Clermont-Ferrand, tevens de stad van concurrent Michelin.

## Rubber
Bergougnan werd geboren in een dorpje ten zuiden van Toulouse en was aanvankelijk arbeider. In 1885 richtte hij in Clermont-Ferrand, samen met zijn twee broers Jean en Mathieu, een bedrijf op dat zich specialiseerde in rubberproducten. Eerst waren het kleinere benodigdheden zoals stempels en materiaal voor graveurs om nadien over de schakelen naar fietsbanden, die onder de merknaam Le Gaulois op de markt werden gebracht.
In 1889 richtte hij het bedrijf Bergougnan et Cie. op en in 1898 volgde de Société de Caoutchouc brut ou manufacturé, anciens Établissements Bergougnan et Cie., en ging zich toeleggen op het produceren van autobanden. Tijdens de Eerste Wereldoorlog was Bergougnan leverancier van volle banden aan het Franse leger, nodig voor zware voertuigen. Grote verliezen in de jaren die volgden, zorgden ervoor dat Bergougnan in 1923 werd overgenomen door concurrent Michelin, maar de naam bleef bestaan bij een aantal vestigingen.
Raymond-Célestin Bergougnan was tevens gemeenteraadslid van Clermont-Ferrand, waar later een laan naar hem werd genoemd. Ondertussen had hij wel zijn stempel op de stad gedrukt vanwege de steun aan zijn personeel tijdens de Grote Oorlog en de oprichting van een hospitaal met 80 bedden.

## België
In 1921 opende Bergougnan een rubberproductenfabriek in het Belgische Evergem-Belzele. Die kwam er op de plaats van de vroegere houtzagerij Usines d'Everghem, nabij het kanaal Gent-Brugge. Van dan af produceerde men er fiets-, auto-, transportbanden en aandrijfriemen. De ka'atsjoe zoals het bedrijf in Evergem werd genoemd ging in 1988 over in handen van Trelleborg. Ondertussen is ook die productie er verdwenen en wordt het terrein gebruikt als een groothandelsmarkt.
Een muurplaat aldaar, met de beeltenis van Raymond-Célestin Bergougnan, herinnert nog aan deze periode.